# Спаспоруб
Спаспо́руб (коми Спасорд) — село в Прилузском районе на юге Республики Коми. Административный центр сельского поселения Спаспоруб.

## Описание
Расположено на правом берегу Лузы в 47 км к северо-западу от Объячево и в 148 км к юго-западу от Сыктывкара. Почти окружено лесами, вблизи северо-восточной окраины находится деревня Урнышевская.
Через Спаспоруб проходит автодорога Р176 — Луза — Великий Устюг, от неё в селе отходит дорога к деревне Поруб-Кеповская.
Имеются средняя общеобразовательная школа, дом культуры, амбулатория, отделение почтовой связи, отделение Сбербанка, лесничество.

## Население
| 2010 |
| ---- |
| 605  |

Национальный состав: русские — 54 %, коми — 43 %.

## История
По преданию, первые городища (крепости) на берегу Лузы были основаны новгородскими воинами. Исходной датой для определения времени создания «городков на Лузе» считается 1478 год.
Упоминается в «Книге Большому Чертежу» как городок Спаскои, в других документах встречается название Спасо-Порубский погост, Матвеевская. Название происходит от существовавшей в старину церкви Спаса Нерукотворного на Порубе.